# M&G Scuola Pallavolo 2024-2025
Questa voce raccoglie le informazioni riguardanti la M&G Scuola Pallavolo nelle competizioni ufficiali della stagione 2024-2025.

## Stagione
Nella stagione 2024-25 la M&G Scuola Pallavolo assume la denominazione sponsorizzata di Yuasa Battery Grottazzolina.
Partecipa per la prima volta alla Superlega, grazie alla promozione ottenuta dalla Serie A2 nell'annata precedente: chiude la regular season di campionato al decimo posto in classifica, accedendo ai play-off 5º posto: non va oltre la fase a gironi, classificandosi al sesto posto.

## Organigramma societario
Area direttiva
- Presidente: Rossano Romiti
- Vicepresidente: Claudio Laconi
- Direttore sportivo: Rossano Romiti
- Team manager: Massimo Gaspari, Ferdinando Moretti, Stefano Scalella
- Segreteria generale: Michela Paglia
- Court manager: Riccardo Lupetti, Andrea Nicolini
- Addetto arbitri: Luigi Benedetti

Area tecnica
- Allenatore: Massimiliano Ortenzi
- Allenatore in seconda: Mattia Minnoni
- Assistente allenatore: Andrea Nicolini, Francesco Pison
- Scout man: Gabrio Piozzi
- Responsabile settore giovanile: Massimiliano Ortenzi

Area comunicazione
- Responsabile comunicazioni: Fabio Paci
- Relazioni esterne: Fabio Paci
- Addetto stampa: Valerio Finucci
- Social media manager: Ioana Frontoni, Riccardo Minnucci, Dania Spinosi
- Speaker: Claudio Marcaccio
- Fotografo: Fabio Verducci

Area marketing
- Responsabile marketing: Claudio Bonini

Area sanitaria
- Staff medico: Auro Caraffa
- Medico sociale: Giorgio Nesca
- Preparatore atletico: Francesco Pison
- Fisioterapista: Michele Del Bello, Leo Di Bonaventura, Riccardo Ercoli
- Osteopata: Luca Salvatori
- Nutrizionista: Valentina Innocenzi

## Rosa
| N° | Nome                | Ruolo | Data di nascita  | Nazionalità sportiva |
| -- | ------------------- | ----- | ---------------- | -------------------- |
| 1  | Tsimafei Zhukouski  | P     | 18 dicembre 1989 | Croazia              |
| 2  | Oleg Antonov        | S     | 28 luglio 1988   | Italia               |
| 3  | Marco Cubito        | C     | 25 aprile 1992   | Italia               |
| 4  | Riccardo Vecchi     | S     | 1º aprile 1996   | Italia               |
| 5  | Denislav Bardarov   | S     | 5 marzo 2003     | Bulgaria             |
| 6  | Danny Demyanenko    | C     | 13 luglio 1994   | Canada               |
| 7  | Andrea Mattei       | C     | 23 luglio 1993   | Italia               |
| 10 | Francesco Comparoni | C     | 22 giugno 2001   | Italia               |
| 12 | Dušan Petković      | O     | 27 gennaio 1992  | Serbia               |
| 13 | Michele Fedrizzi    | S     | 21 maggio 1991   | Italia               |
| 15 | Manuele Marchiani   | P     | 5 aprile 1989    | Italia               |
| 16 | Andrea Romiti       | P     | 7 febbraio 2007  | Italia               |
| 18 | Diego Foresi        | L     | 13 dicembre 2007 | Italia               |
| 20 | Gabrijel Cvanciger  | O     | 1º agosto 2003   | Croazia              |
| 21 | Georgi Tatarov      | S     | 10 maggio 2003   | Bulgaria             |
| 23 | Matteo Schalk       | S     | 10 marzo 2002    | Francia              |
| 44 | Andrea Marchisio    | L     | 6 novembre 1990  | Italia               |

## Mercato
| Acquisti                               | Acquisti            | Acquisti     | Acquisti   |
| R.                                     | Nome                | da           | Modalità   |
| -------------------------------------- | ------------------- | ------------ | ---------- |
| S                                      | Oleg Antonov        | NOVA         | definitivo |
| C                                      | Francesco Comparoni | Milano       | definitivo |
| O                                      | Gabrijel Cvanciger  | HAOK Mladost | definitivo |
| C                                      | Danny Demyanenko    | Montpellier  | definitivo |
| O                                      | Dušan Petković      | Kuzbass      | definitivo |
| S                                      | Matteo Schalk       | Nice         | definitivo |
| S                                      | Georgi Tatarov      | Narbonne     | definitivo |
| P                                      | Tsimafei Zhukouski  | Stal Nysa    | definitivo |
| Trasferimenti nel corso della stagione |                     |              |            |
| S                                      | Denislav Bardarov   | Cizre        | definitivo |

| Cessioni                               | Cessioni           | Cessioni          | Cessioni   |
| R.                                     | Nome               | a                 | Modalità   |
| -------------------------------------- | ------------------ | ----------------- | ---------- |
| C                                      | Andrea Canella     | Porto Robur Costa | definitivo |
| S                                      | Claudio Cattaneo   | Emma Villas       | definitivo |
| S                                      | Fabrizio Ferraguti | Laghezza          | definitivo |
| P                                      | Matteo Lusetti     | Sarroch           | definitivo |
| O                                      | Rasmus Nielsen     | Panathīnaïkos     | definitivo |
| L                                      | Roberto Romiti     | San Severino      | definitivo |
| Trasferimenti nel corso della stagione |                    |                   |            |
| S                                      | Michele Fedrizzi   | Al-Nasr           | prestito   |
| S                                      | Matteo Schalk      | Narbonne          | definitivo |

## Risultati

### Superlega

#### Girone di andata
| 1ª giornata - 29 settembre 2024 Palasport, Porto San Giorgio | M&G                | 2 - 3 | Milano   | 23-25, 25-16, 30-32, 26-24, 9-15  |
| 2ª giornata - 6 ottobre 2024 PalaPanini, Modena              | Modena             | 3 - 0 | M&G      | 25-16, 26-24, 25-14               |
| 3ª giornata - 12 ottobre 2024 Palasport, Porto San Giorgio   | M&G                | 0 - 3 | Verona   | 19-25, 23-25, 15-25               |
| 4ª giornata - 20 ottobre 2024 Palasport, Porto San Giorgio   | M&G                | 2 - 3 | Padova   | 28-26, 20-25, 28-30, 25-20, 16-18 |
| 5ª giornata - 27 ottobre 2024 PalaMazzola, Taranto           | Prisma Taranto     | 3 - 1 | M&G      | 25-14, 23-25, 25-17, 29-27        |
| 6ª giornata - 3 novembre 2024 Palasport, Porto San Giorgio   | M&G                | 1 - 3 | Trentino | 25-22, 18-25, 21-25, 23-25        |
| 7ª giornata - 9 novembre 2024 Palalido, Milano               | Powervolley Milano | 3 - 1 | M&G      | 25-18, 25-20, 25-27, 25-19        |
| 8ª giornata - 16 novembre 2024 PalaEvangelisti, Perugia      | Sir Safety Perugia | 3 - 0 | M&G      | 25-8, 25-17, 25-17                |
| 9ª giornata - 23 novembre 2024 Palasport, Porto San Giorgio  | M&G                | 1 - 3 | Cisterna | 25-21, 23-25, 19-25, 17-25        |
| 10ª giornata - 30 novembre 2024 PalaBanca, Piacenza          | You Energy         | 3 - 0 | M&G      | 25-23, 25-21, 25-20               |
| 11ª giornata - 27 novembre 2024 Palasport, Porto San Giorgio | M&G                | 0 - 3 | Lube     | 23-25, 18-25, 21-25               |

#### Girone di ritorno
| 12ª giornata - 13 dicembre 2024 Arena di Monza, Monza                      | Milano   | 0 - 3 | M&G                | 22-25, 24-26, 21-25               |
| 13ª giornata - 22 dicembre 2024 Palasport, Porto San Giorgio               | M&G      | 3 - 1 | Modena             | 27-25, 25-23, 23-25, 28-26        |
| 14ª giornata - 26 dicembre 2024 PalaOlimpia, Verona                        | Verona   | 3 - 2 | M&G                | 25-17, 25-16, 23-25, 17-25, 15-13 |
| 15ª giornata - 5 gennaio 2025 PalaSanLazzaro, Padova                       | Padova   | 1 - 3 | M&G                | 25-19, 20-25, 21-25, 22-25        |
| 16ª giornata - 12 gennaio 2025 Palasport, Porto San Giorgio                | M&G      | 3 - 2 | Prisma Taranto     | 25-23, 25-22, 23-25, 20-25, 22-20 |
| 17ª giornata - 19 gennaio 2025 PalaTrento, Trento                          | Trentino | 3 - 2 | M&G                | 25-12, 18-25, 25-17, 23-25, 15-12 |
| 18ª giornata - 2 febbraio 2025 Palasport, Porto San Giorgio                | M&G      | 3 - 2 | Powervolley Milano | 25-23, 31-33, 25-21, 23-25, 15-11 |
| 19ª giornata - 9 febbraio 2025 Palasport, Porto San Giorgio                | M&G      | 1 - 3 | Sir Safety Perugia | 17-25, 25-23, 16-25, 23-25        |
| 20ª giornata - 15 febbraio 2025 Palazzetto dello Sport, Cisterna di Latina | Cisterna | 3 - 2 | M&G                | 25-23, 21-25, 25-16, 26-28, 15-10 |
| 21ª giornata - 23 febbraio 2025 Palasport, Porto San Giorgio               | M&G      | 0 - 3 | You Energy         | 17-25, 21-25, 19-25               |
| 22ª giornata - 2 marzo 2025 PalaCivitanova, Civitanova Marche              | Lube     | 3 - 0 | M&G                | 25-16, 25-23, 25-19               |

#### Play-off 5º posto
| 1ª giornata - 6 aprile 2025 Palazzetto dello Sport, Cisterna di Latina | Cisterna | 3 - 0 | M&G                | 25-18, 25-12, 25-19        |
| 2ª giornata - aprile 2025 PalaSanLazzaro, Padova                       | Padova   | 3 - 1 | M&G                | 25-22, 25-19, 25-17        |
| 3ª giornata - aprile 2025 Palasport, Porto San Giorgio                 | M&G      | 3 - 1 | Verona             | 16-25, 25-23, 25-20, 28-26 |
| 4ª giornata - aprile 2025 Palasport, Porto San Giorgio                 | M&G      | 0 - 3 | Powervolley Milano | 21-25, 21-25, 23-25        |
| 5ª giornata - aprile 2025 PalaPanini, Modena                           | Modena   | 3 - 0 | M&G                | 25-23, 25-20, 25-17        |

## Statistiche

### Statistiche di squadra
| Competizione | Punti | In casa | In casa | In casa | In trasferta | In trasferta | In trasferta | Totale | Totale | Totale |
| Competizione | Punti | G       | V       | P       | G            | V            | P            | G      | V      | P      |
| ------------ | ----- | ------- | ------- | ------- | ------------ | ------------ | ------------ | ------ | ------ | ------ |
| Superlega    | 18/3  | 13      | 4       | 9       | 14           | 2            | 12           | 27     | 6      | 21     |
| Totale       | -     | 13      | 4       | 9       | 14           | 2            | 12           | 27     | 6      | 21     |

G = partite giocate; V = partite vinte; P = partite perse

### Statistiche dei giocatori
| Giocatore     | Superlega | Superlega | Superlega | Superlega | Superlega | Totale | Totale | Totale | Totale | Totale |
| Giocatore     | P         | PT        | AV        | MV        | BV        | P      | PT     | AV     | MV     | BV     |
| ------------- | --------- | --------- | --------- | --------- | --------- | ------ | ------ | ------ | ------ | ------ |
| O. Antonov    | 24        | 167       | 136       | 16        | 15        | 24     | 167    | 136    | 16     | 15     |
| D. Bardarov   | 7         | 2         | 1         | 0         | 1         | 7      | 2      | 1      | 0      | 1      |
| F. Comparoni  | 20        | 115       | 60        | 30        | 25        | 20     | 115    | 60     | 30     | 25     |
| M. Cubito     | 5         | 12        | 9         | 1         | 2         | 5      | 12     | 9      | 1      | 2      |
| G. Cvanciger  | 19        | 133       | 123       | 1         | 9         | 19     | 133    | 123    | 1      | 9      |
| D. Demyanenko | 25        | 231       | 156       | 53        | 22        | 25     | 231    | 156    | 53     | 22     |
| M. Fedrizzi   | 17        | 157       | 122       | 6         | 29        | 17     | 157    | 122    | 6      | 29     |
| D. Foresi     | 0         | 0         | 0         | 0         | 0         | 0      | 0      | 0      | 0      | 0      |
| M. Marchiani  | 22        | 2         | 0         | 1         | 1         | 22     | 2      | 0      | 1      | 1      |
| A. Marchisio  | 27        | 0         | 0         | 0         | 0         | 27     | 0      | 0      | 0      | 0      |
| A. Mattei     | 17        | 61        | 44        | 13        | 4         | 17     | 61     | 44     | 13     | 4      |
| D. Petković   | 16        | 286       | 258       | 9         | 19        | 16     | 286    | 258    | 9      | 19     |
| A. Romiti     | 0         | 0         | 0         | 0         | 0         | 0      | 0      | 0      | 0      | 0      |
| M. Schalk     | 8         | 16        | 14        | 1         | 1         | 8      | 16     | 14     | 1      | 1      |
| G. Tatarov    | 27        | 301       | 259       | 25        | 17        | 27     | 301    | 259    | 25     | 17     |
| R. Vecchi     | 17        | 1         | 0         | 0         | 1         | 17     | 1      | 0      | 0      | 1      |
| T. Zhukouski  | 23        | 36        | 11        | 16        | 9         | 23     | 36     | 11     | 16     | 9      |

P = presenze; PT = punti totali; AV = attacchi vincenti; MV = muri vincenti; BV = battute vincenti